# François Jules Edmond Got
François Jules Edmond Got, född 1 oktober 1822 i Lignerolles, Orne, död 21 mars 1901 i Passy, Paris, var en fransk scenskådespelare, komiker och librettist. Han fick 1843 första priset inom komedin vid Conservatoire de Paris. Debuterade 1844 vid Comédie-Française och blev dess premiäraktör 1850. Han drog sig tillbaka fån scenen 1895. Got skrev texten till operorna François Villon 1857 och L’esclave 1874. Han var professor i deklamation vid Conservatoire de Paris 1877–1894. 1881 tilldelades han Hederslegionen.